# NGC 28
NGC 28 je galaksija u zviježđu Feniks.

## Vanjske poveznice
- SEDS: NGC 0028